# جو شانون (لاعب كرة قاعدة)
جو شانون (بالإنجليزية: Joe Shannon)‏ هو لاعب كرة قاعدة أمريكي، ولد في 11 فبراير 1897 في جيرسي سيتي في الولايات المتحدة، وتوفي بنفس المكان في 20 يوليو 1955.

## وصلات خارجية
- جو شانون على موقعبيزبول رفرنس.كوم (الدوري الرئيسي) (الإنجليزية)
- جو شانون على موقعبيزبول رفرنس.كوم (الدوري الثانوي) (الإنجليزية)